# گورامی شکلاتی
گورامی شکلاتی ( Sphaerichthys osphromenoides ) گونه ای از گورامی ها است که بومی شبه جزیره مالایی، سوماترا و بورنئو است.  طول گورامی های شکلاتی به ۶ سانتیمتر (۲٫۴ اینچ) می رسد .  این ماهی ها رنگی شکلاتی دارند و نوارهای طلایی روی بدنشان دیه میشود.

## در آکواریوم
آنها ماهی های آکواریومی محبوبی هستند، اما نگهداری آنها دشوار است. بدون شرایط آب بهینه، آنها مستعد عفونت های باکتریایی و انگل های پوستی هستند.  گورامی های شکلاتی بهتر است به تنهایی در آکواریوم هایی که به خوبی با گیاهان متنوع کاشته شده اند و دارای فیلتراسیون ملایم و دائمی هستند نگهداری شوند. گورامی های شکلاتی به آب نرم و اسیدی نیاز دارند. از همه مهمتر، آنها دمای بالاتری را نسبت به اکثر ماهی ها ترجیح می دهند. دمای آکواریوم باید در محدوده 25 تا 27 درجه سانتیگراد حفظ شود .  آن‌ها عموماً بسیار پرهیجان غذا میخورند، و غذاهای زنده و منجمد را به غذاهای خشک و پولکی ترجیح می‌دهند. 

## مراجع
1. ↑  Low, B.W. (2019). "Sphaerichthys osphromenoides". IUCN Red List of Threatened Species. IUCN. 2019: e.T89808951A89808958. doi:10.2305/IUCN.UK.2019-2.RLTS.T89808951A89808958.en. Retrieved 20 November 2021.